# Nassau-Siegen
Nassau-Siegen foi um principado do Sacro Império Romano que existiu entre 1303 e 1328, e novamente, de 1606 a 1743. De 1626 a 1734 foi subdividido em partes católicas e protestantes. Sua capital era a cidade de Siegen, fundada em 1224, e, inicialmente, um condomínio de propriedade conjunta do arcebispado de Colônia e Nassau.
Localizava-se a cerca de 50 km a leste de Colônia, e abrangia os territórios que atualmente compõem Freudenberg, Hilchenbach, Kreuztal, Siegen e Wilnsdorf.

## Primeiro Nassau-Siegen (1303-1328)

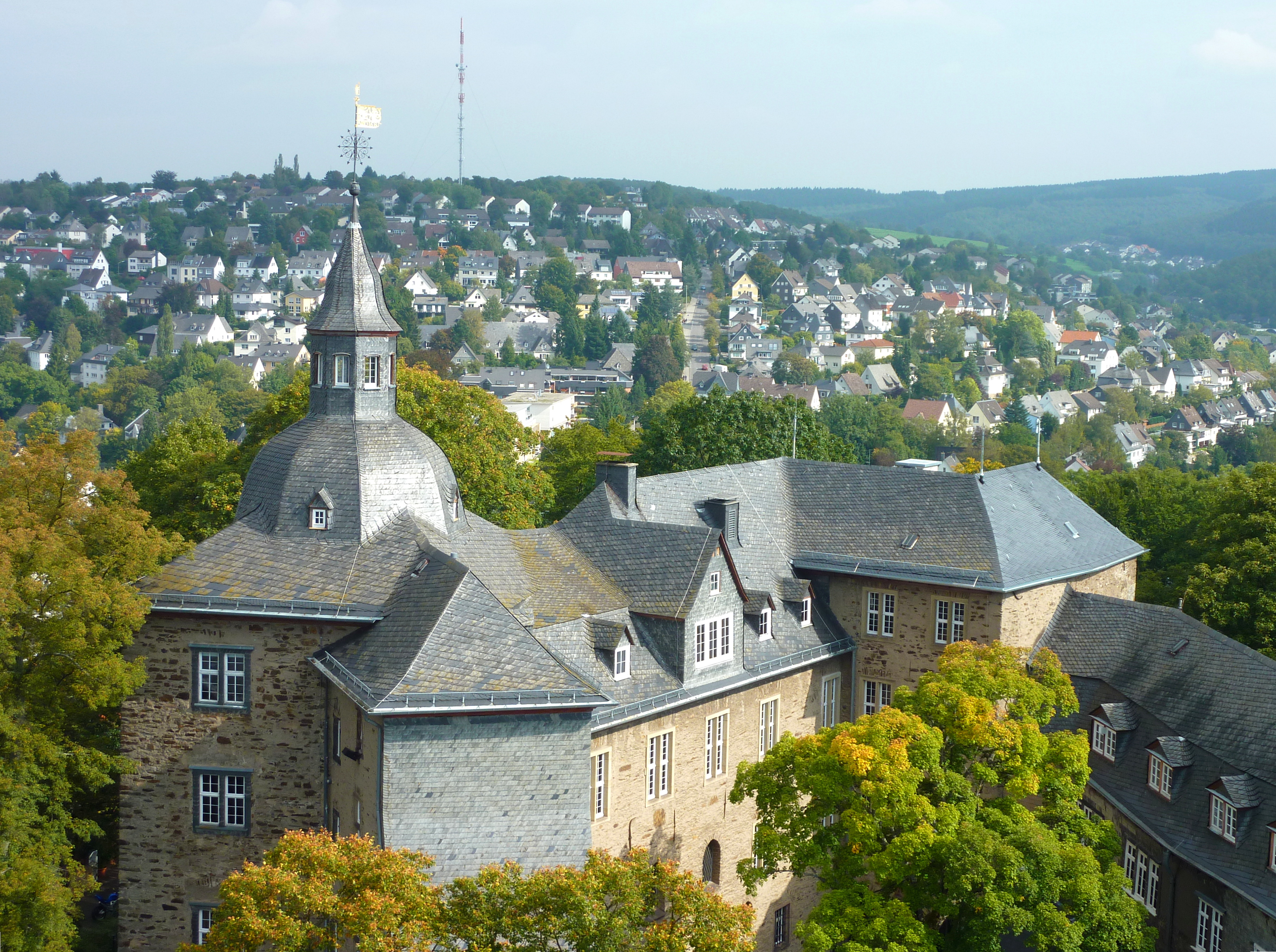
Siegen, Castelo Superior

Nassau-Siegen foi criado quando os filhos de Otto I dividiram sua herança:
- Henrique III recebeu Nassau-Siegen
- Emicho recebeu Nassau-Hadamar
- João recebeu Nassau-Dillenburg

João morreu sem filhos em 1328 e Henrique III herdou Nassau-Dillenburg. Henrique mudou-se para Dillenburg e seus descendentes são conhecidos como a linha Nassau-Dillenburg.

## Segundo Nassau-Siegen (1606-1743)
Depois que João VI de Nassau-Dillenburg morreu em 1606, Nassau-Dillenburg foi dividido entre seus cinco filhos sobreviventes:
- Guilherme Luís recebeu um Nassau-Dillenburg bastante reduzido
- Jorge recebeu Nassau-Beilstein
- João VII recebeu Nassau-Siegen
- Ernest Casimir recebeu Nassau-Dietz
- João Luís recebeu Nassau-Hadamar

Esta divisão criou um novo principado de Nassau-Siegen, que pertenceu ao Círculo do Reno Inferior-Vestfália .
Depois que João VII morreu em 1628, o condado foi dividido:
- Seu filho mais velho, João VIII, convertido ao catolicismo, recebeu a parte do condado ao sul do rio Sieg e o castelo original de Siegen (que depois de 1695 passou a ser denominado "Castelo Superior"). João VIII foi o fundador da linha católica de Nassau-Siegen.

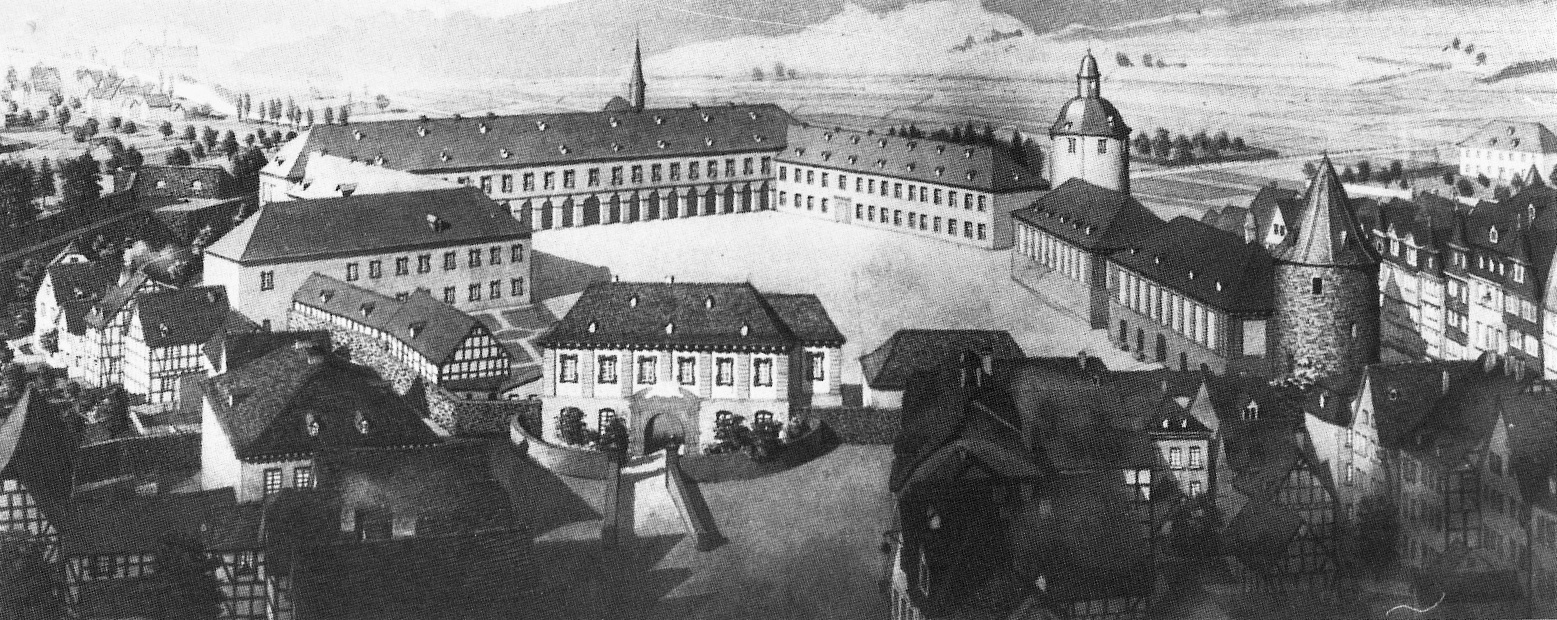
O Castelo Inferior de Siegen no século XVIII

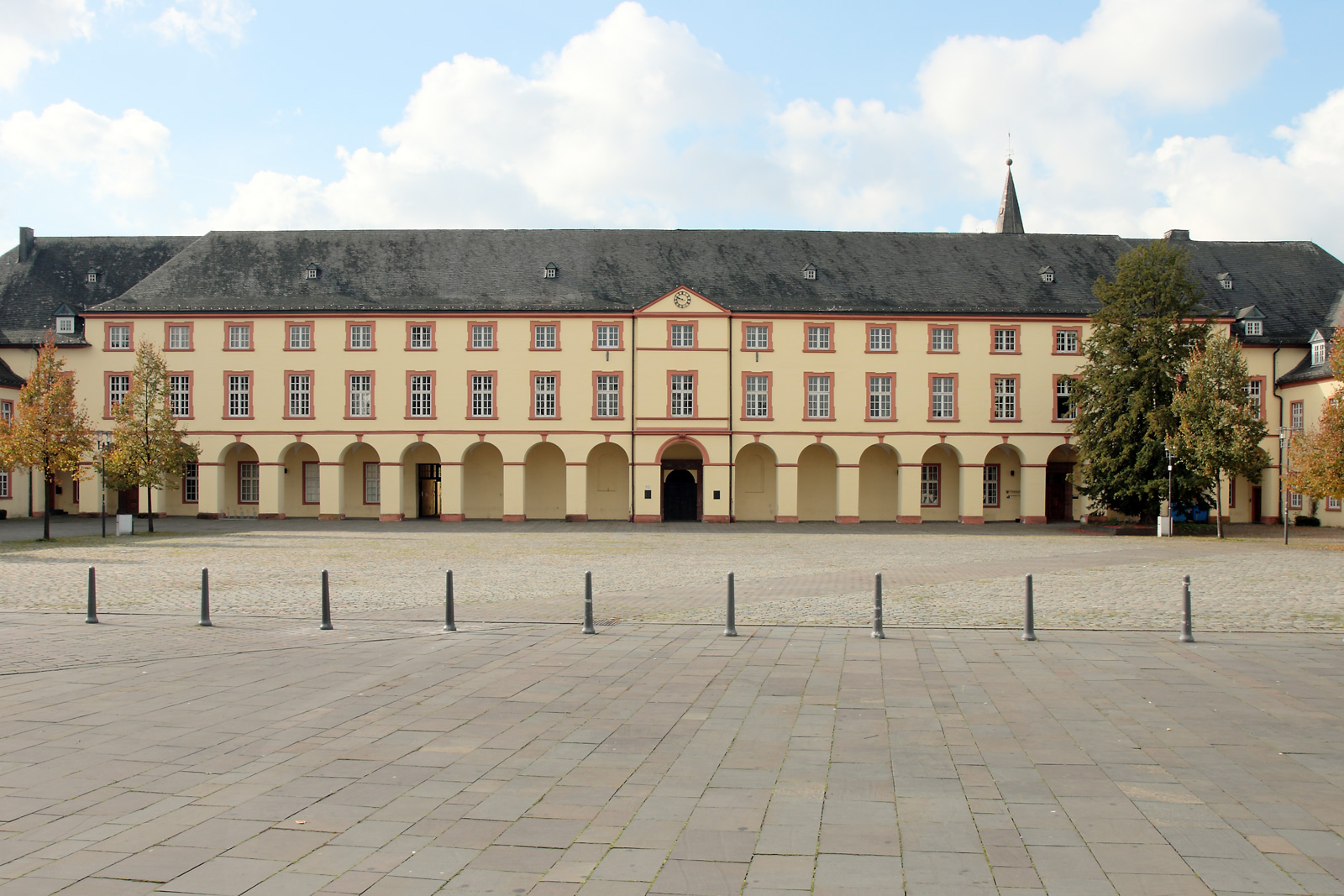
O castelo inferior

- João Maurício, que permaneceu protestante, recebeu a parte do condado ao norte do Sieg. Ele foi o fundador da linha protestante de Nassau-Siegen e converteu o antigo mosteiro franciscano em uma nova residência oficial, chamada de "Castelo Inferior", que foi reconstruída após ter queimado em grandes partes em 1695. João Maurício passou a maior parte de seu tempo longe de Siegen, já que foi governador da Nova Holanda e, mais tarde, da província prussiana de Cleves, Mark e Ravensberg. Entre 1638 e 1674, seu irmão Jorge Frederico governou a parte protestante do país.

Em 1652, João Francisco Desiderato da linha católica foi elevado a Príncipe Imperial . O conde Henrique II, de linhagem protestante, casou-se com Marie Elisabeth de Limburg-Styrum, que trouxe o senhorio de Wisch no condado de Zutphen para o casamento. Em 1664, João Maurício da linha protestante também foi elevado a Príncipe Imperial.
Em 1734, a linhagem protestante extinguiu-se com a morte de Frederico Guilherme II . Nassau-Siegen foi reunido sob Guilherme Hyacinth, o último governante da linha católica. Quando ele morreu em 1743, Nassau-Siegen havia morrido na linha masculina, e o território foi herdado pelo Príncipe Guilherme IV de linha Orange-Nassau-Dietz, que assim reuniu todas as terras da linha ottoniana da Casa de Nassau.

## Depois de 1743
A Confederação do Reno, criada em 12 de julho de 1806, mediou Nassau-Siegen e a colocou sob a soberania do recém-criado Grão-Ducado de Berg . Em 1808, o príncipe Guilherme VI de Orange-Nassau perdeu suas posses alemãs remanescentes, como punição por sua oposição a Napoleão . Em 1813, após a Batalha de Leipzig, ele recuperou seus territórios. Em um tratado assinado em 31 de maio de 1815, ele cedeu suas possessões alemãs para a Prússia, em troca da Prússia apoiar a criação do Reino Unido da Holanda, onde governou como Rei Guilherme I.

## Extensão de Nassau-Siegen
O principado consistia nos distritos de Siegen, Netphen, Hilchenbach e Freudenberg . De 1628-1734, a parte protestante consistia nos distritos de Hilchenbach e Freudenberg e metade no distrito de Siegen. Na época, a metade católica do distrito de Siegen era chamada de distrito de Hayn. A parte católica do condado consistia no distrito de Netphen e a outra metade no distrito de Siegen.
No norte, fazia fronteira com o Ducado da Vestfália. No oeste, fazia fronteira com Wildenburg e Sayn-Altenkirchen . No sul, fazia fronteira com Nassau-Dillenburg e no leste com Wittgenstein-Wittgenstein.

## História
O nome Siegen vem do nome possivelmente celta do rio Sieg. Não está claro, no entanto, se existe alguma relação entre este nome e o povo céltico-germânico Sicambri (Ger. Sugambrer), que em tempos pré-cristãos viveram em partes da Renânia do Norte-Vestfália. A primeira menção documental ao lugar denominado Sigena data de 1079. A história da cidade é marcadamente marcada pela mineração, que começou localmente já nos tempos de La Tène. Testemunhando esta indústria de longa data estão as muitas minas que podem ser encontradas dentro dos limites da cidade.
Em 1224, Siegen é mencionada como uma cidade recém-construída cuja propriedade era compartilhada pelo Conde de  Nassau, Heinrich, o Rico, e Engelbert II de Berg, Arcebispo do  Colônia depois que a última transferiu metade da propriedade para a primeira. Além disso, há provas de que o  Oberes Schloss  ("casa senhorial superior") já estava de pé nesta época. Em 19 de outubro de 1303, a cidade recebeu "Soester Stadtrecht", ou direitos de cidade de Soest. A cidade permaneceu sob a propriedade conjunta dos dois senhores supremos até 1 de fevereiro de 1381, só então passando totalmente para as mãos de Nassau.
No século 16, a cidade de Siegen exibia uma aparência defensiva formidável. Era cercada por poderosas muralhas com 16 torres e três portões de cidade, e abrigava um grande castelo. A cidade foi atingida várias vezes por incêndios em toda a cidade. Documentos registram esses incêndios em 1592 e de 10 a 20 de abril de 1695.
Em 1536, Heinrich, o Rico, construiu um "pedagogium" nos edifícios que outrora abrigaram um franciscano mosteiro. Mais tarde, cresceu e se tornou o atual  Gymnasium no  Löhrtor  (portão) de Siegen.  Johann VII de Nassau-Siegen ("Johann o Intermediário") construiu o  Unteres Schloss  ("casa senhorial inferior") no local de um antigo mosteiro franciscano. Em 1616, Johann VII fundou uma escola de guerra de cavaleiros no antigo arsenal de Burgstraße, "expressamente para produzir um corpo de oficiais para o calvinismo".
Seu filho João VIII ("O Jovem") voltou em 1612 para a Igreja Católica Romana e queria usar a força para fazer com que os habitantes da cidade também se convertessem de volta ao Catolicismo Romano. Em 1632, Nassau-Siegen foi conquistada pelos suecos, após o que seu meio-irmão João Maurício de Nassau, o comandante da Nova Holanda, reintroduziu o protestantismo. João VIII morreu em 1638 e foi sucedido por seu único filho João Francisco Desiderato, que teve que ceder parte de Nassau-Siegen (ao norte do rio Sieg) para o ramo protestante do família.
John Maurice's leadership served in 1650–1651 to bring about a split in the Siegerland along denominational lines. Under Wilhelm Hyacinth of Nassau-Siegen, violence broke out between the two denominational groups. When on 29 March 1707 townsman Friedrich Flender was killed, Wilhelm Hyacinth was himself unseated and furthermore driven out of the town. Wilhelm Hyacinth was the last in the line of Nassau-Siegen's Catholic rulers, dying in 1743. Already in 1734, though, the Reformed line had died out, too, with Friedrich Wilhelm's death, leading Charles VI, Holy Roman Emperor to transfer power in the territory to the Prince of Orange and the Prince of Nassau-Diez. Under their leadership, mining, the main source of wealth, blossomed, along with agriculture and silviculture. When Prince William of Orange refused to join the Confederation of the Rhine, founded by Napoleon, he found himself unseated by the French leader and the Siegerland passed to the Grand Duchy of Berg. After Napoleon's downfall in 1813, however, William I regained his former German inheritances, but in 1815 he ceded them to the Kingdom of Prussia for the Grand Duchy of Luxembourg. Siegen was assigned to the Siegen district, first in the Koblenz region, and as of 1817 in the Arnsberg region within the Prussian Province of Westphalia.
Under Prussian rule, Siegen developed into the South Westphalian centre that it is today. On 1 March 1923, Siegen was set apart from the district bearing its name, and became a district-free town, while still keeping its function as seat of the district of which it was no longer part, and which was itself merged with Wittgenstein district under district reform in 1975. Siegen also lost its district-free status at this time, becoming part of the new Siegen-Wittgenstein district, the name that the district has borne since 1984.
During World War II, Siegen was repeatedly bombed by the Allies owing to a crucial railroad that crossed through the town. On 1 April 1945, the US 8th Infantry Division began the Allied ground assault against Siegen and the dominating military-significant high ground north of the river. The battle against determined German forces at Siegen continued through 2 April 1945, until organized resistance was finally overwhelmed by the division on 3 April 1945.